# La Ferté-Saint-Cyr
La Ferté-Saint-Cyr é uma comuna francesa na região administrativa do Centro, no departamento Loir-et-Cher. Estende-se por uma área de 57,79 km². Em 2010 a comuna tinha 1 067 habitantes (densidade: 18,5 hab./km²).